# Дрицона
Дрицона (итал. Drizzona) је насеље у Италији у округу Кремона, региону Ломбардија.
Према процени из 2011. у насељу је живело 371 становника. Насеље се налази на надморској висини од 31 м.

## Становништво
| 1936. | 1951. | 1961. | 1971. | 1981. | 1991. | 2001. | 2011. |
| ----- | ----- | ----- | ----- | ----- | ----- | ----- | ----- |
| 1.355 | 1.319 | 1.072 | 817   | 624   | 549   | 551   | 552   |